# Ши (коммуна)
Ши (норв. Ski) — коммуна в губернии (фюльке) Акерсхус, Норвегия. Административный центр муниципалитета — город Ши. Муниципалитет образован в 1931 году, отделившись от муниципалитета Кракстад, а в 1961 года оба муниципалитета опять объединены под названием Ши. В 1950 году в муниципалитете прошивало 5855 человек, к концу XX века — уже 25 тыс. человек. В пределах муниципалитета имеются 72 озера.